# Nậm Ngừm
Nậm Ngừm (tiếng Lào: ນໍ້າງືມ; Nam Ngum) là một dòng sông lớn ở Bắc và Trung Lào và là phụ lưu cấp 1 quan trọng của sông Mê Kông.

## Dòng chảy
Nậm Ngừm dài 354 km, bắt nguồn từ vùng núi phía Bắc tỉnh Xiêng Khoảng, chảy về phương Nam qua tỉnh Viêng Chăn, và nhập vào sông Mê Kông tại phía Nam thành phố Vientiane. Lưu vực sông này là nơi sinh sống của khoảng 1 triệu người dân các bộ tộc Lào.

## Thủy điện Nậm Ngừm
Vào thập niên 1980, Lào đã xây dựng thủy điện Nậm Ngừm tại đoạn chảy qua tỉnh Viêng Chăn. Giữa thập niên 1990 lại xây đập chuyển dòng Nậm Song để đổi hướng sông Nậm Song về bổ sung nước cho hồ chứa nước Nậm Ngừm vào mùa khô. Đến nay, thủy điện Nậm Ngừm vẫn là công trình thủy điện lớn nhất ở Lào. Lào cũng đang xây và có kế hoạch xây 4 công trình thủy điện khác trên dòng sông này.
Từ khi hoàn thành việc xây dựng hồ chứa nước của công trình thủy điện Nậm Ngừm 2, nơi đây trở thành một điểm thu hút khách du lịch. Tự do hóa và quốc tế hóa kinh tế từ đầu thập niên 1990 đã cho phép Lào thu hút được các dự án đầu tư nước ngoài vào lĩnh vực du lịch ở Nâm Ngừm, trong đó phải kể đến Dansavanh Nam Ngum Resort. Một điểm du lịch hấp dẫn khác là ở đoạn sông chảy qua Vang Vieng, thường được liên kết với khu du lịch sông Nam Song.